# Siegen (Rin del Nord-Westfàlia)
|  | Aquest article tracta sobre la ciutat alemanya. Vegeu-ne altres significats a «Siegen». |

Siegen (pronunciació alemanya: [ˈziːɡn̩] ( escolteu-ho)) és una ciutat d'Alemanya, al sud de la part westfaliana del Rin del Nord-Westfàlia.
Es troba localitzada en el districte de Siegen-Wittgenstein en la regió d'Arnsberg. La seva ciutat universitària (amb gairebé 20.000 estudiants en el semestre d'hivern 2018-2019) és la seu del districte, i està classificada com un «centre major» en l'aglomeració urbana sud de Westfàlia.
En aquesta ciutat va nàixer el 1577 el pintor Peter Paul Rubens.